# Dúngal mac Cellaig
Dúngal mac Cellaig (mort en  772) est un roi d'Osraige dans l'actuel comté de Kilkenny.Seules les  Annales des quatre maîtres mentionnent son obiit qu'elles placent cependant en 767

## Contexte
Dúngal appartient à la dynastie connu sous le nom de Dál Birn qui gouverne le royaume depuis la christianisation de l'Irlande. Il est le fils d'un précédent souverain Cellach mac Fáelchair (mort en 735). La « Liste de Rois » du livre de Leinster lui accorde un règne de trois années. Comme les Annales qui fixent l'année de sa mort ont environ cinq ans de retard à cette période on estime que son règne se situe  entre 770 et 772. Vers 761  après la mort d'Anmchad mac Con Cherca Le royaume d'Osraige est plongé dans la guerre civile. Tóim Snáma mac Flainn s'oppose aux fils de Cellach mac Fáelchair, qui ont sans doute à leur tête,  Dúngal et qui sont défaits et mis en fuite par le nouveau prétendant En 770 Tóim Snáma est tué  vraisemblablement par Dúngal qui lui succède comme roi

## Postérité
Dúngal mac Cellaig ne laisse a priori  pas d'héritier et la lignée de Máel Ódran s’éteint avec lui .

## Source
- (en) Gearóid Mac Niocaill, Ireland before Vikings, Dublin, Gill & Macmillan, 1972, p. 129 Rulers of Osraige 693-802